# جون د. أكستل
جون د. أكستل (بالإنجليزية: John D. Axtell)‏ هو كيميائي وعالم أحياء وعالم كيمياء حيوية أمريكي، ولد في 5 فبراير 1934، وتوفي في 2 ديسمبر 2000.